# Retrón

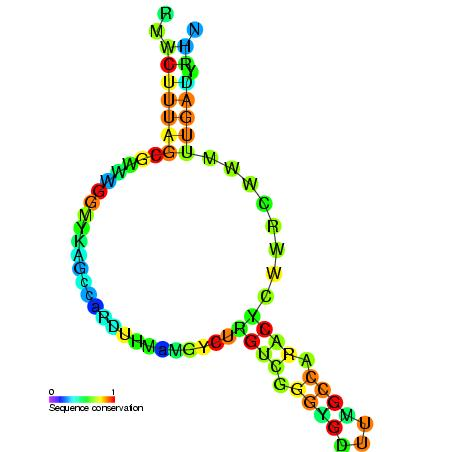
Secuencia de un retrón.

Un retrón es una secuencia de ADN específica que se encuentra en los genomas procariotas que codifican una transcriptasa inversa, un ARN y un ssADN híbrido único llamado ssADN, multicopia (MSDN, en inglés multicopy single-stranded DNA). El llamado "msrARN retrón" es el ARN no codificante producido por los elementos retrones y es el precursor inmediato de la síntesis del msADN. Un retrón msrARN se pliega en una estructura secundaria característica que contiene un residuo de guanosina conservado al final de un bucle de tallo. La síntesis de ADN por transcriptasa inversa (RT) codificada por resultados de los retrones en un ADN / ARN quimérico se compone de un ADN monocatenario unido a un ARN monocatenario. La cadena de ARN está unida al extremo 5 ' de la cadena de ADN mediante un enlace fosfodiéster 2'-5' que se produce en la posición 2 'del residuo de guanosina conservada.
Los elementos retrones tienen aproximadamente 2 kb de largo. Contienen un solo operón que controla la síntesis de una transcripción de ARN que lleva tres loci: msr, msd y ret  que están involucrados en la síntesis de msADN. La porción de ADN del msADN está codificada por el gen msd, la porción de ARN está codificada por el gen msr, mientras que el producto del gen ret es una transcriptasa inversa similar a las transcriptasas inversas de los retrovirus y otros tipos de retroelementos. Al igual que otras transcriptasas inversas, el retrón RT contiene siete regiones de aminoácidos conservadas (con los números 1 a 7 en la figura), incluida una secuencia altamente conservada de tyr - ala - asp - asp (YADD) asociada con el núcleo catalítico. El producto del gen ret es responsable de procesar la porción msd / msr de la transcripción de ARN en msADN.
Durante muchos años después de su descubrimiento en virus de animales, se pensó que la transcriptasa inversa estaba ausente en los procariotas. Actualmente, los elementos que codifican RT, es decir, retroelementos, se han encontrado en una amplia variedad de bacterias y arqueas. Los retrones fueron la primera familia de retroelementos descubiertos en procariotas; Las otras dos familias de retroelementos procariotas conocidos son los intrones de los grupos I y II y retroelementos generadores de diversidad (DGR). Los intrones del grupo II son los retroelementos procariotas mejor caracterizados y el único tipo conocido que exhibe movilidad autónoma; consisten en una RT codificada en una estructura de ARN con auto-empalme catalítico. La movilidad del intrón del grupo II está mediada por una ribonucleoproteína que comprende un bucle de intrón (lariat) unido a dos proteínas codificadas en el intrón. La segunda familia de retroelementos procariotas, los DGR, no son móviles, sino que funcionan mediante la diversificación de secuencias de ADN. Por ejemplo, los DGR median el cambio entre las fases patogénicas y de vida libre de la bacteria Bordetella.
Como los retrones no son móviles, su aparición en varias especies procariotas no es un fenómeno de "ADN egoísta". Por el contrario, los retrones deberían dar alguna ventaja selectiva al organismo huésped, pero no se sabe cuál puede ser esa ventaja. Y con la excepción de la producción de msADN, no se ha asociado ningún fenotipo claro con ellos. A pesar del considerable número de investigaciones realizadas, se sabe poco acerca de la función de los msADNs, la movilidad de los retrones o sus efectos en la célula huésped.